# Vuelta a Gran Bretaña 2017
La 78.ª edición de la Vuelta a Gran Bretaña (oficialmente: OVO Energy Tour of Britain) se celebró entre el 3 y el 10 de septiembre de 2017 con inicio en Edimburgo y final en Cardiff en Reino Unido. El recorrido constó de un total de 8 etapas sobre una distancia total de 1311,8 km.
La carrera hizo parte del circuito UCI Europe Tour 2017 dentro de la categoría 2.HC y fue ganada por el ciclista neerlandés Lars Boom del equipo LottoNL-Jumbo. El podio lo completaron, en segundo lugar el ciclista noruego Edvald Boasson Hagen del equipo Dimension Data y en tercer lugar el ciclista suizo Stefan Küng del equipo BMC Racing.

## Equipos participantes
Tomaron la partida un total de 20 equipos, de los cuales 10 son de categoría UCI WorldTeam, 3 Profesional Continental, 6 Continentales y la selección nacional del Reino Unido, quienes conformaron un pelotón de 120 ciclistas de los cuales terminaron 92. Los equipos participantes fueron:
| WorldTeams (10)- BMC Racing Team - Cannondale-Drapac - Lotto-Soudal - Sky - Lotto NL-Jumbo - Movistar Team - Orica-Scott - Quick-Step Floors - Dimension Data - Katusha-Alpecin Equipos continentales profesionales (3)- Bardiani CSF - Wanty-Groupe Gobert - CCC Sprandi Polkowice Equipos continentales (6)- An Post-ChainReaction - Bike Channel-Canyon - Cylance - JLT Condor - Madison Genesis - ONE Pro Cycling Equipo nacional- Gran Bretaña |
| |

## Recorrido
| Etapa     | Fecha     | Recorrido                    | type                    | Distancia (km) | Ganador              | Líder        |
| --------- | --------- | ---------------------------- | ----------------------- | -------------- | -------------------- | ------------ |
| 1.ª etapa | 3 de sep  | Edimburgo – Kelso            | etapa escarpada         | 190,1          | Caleb Ewan           | Caleb Ewan   |
| 2.ª etapa | 4 de sep  | Embalse de Kielder – Blyth   | etapa escarpada         | 211,7          | Elia Viviani         | Elia Viviani |
| 3.ª etapa | 5 de sep  | Normanby Hall – Scunthorpe   | etapa llana             | 176,9          | Caleb Ewan           | Caleb Ewan   |
| 4.ª etapa | 6 de sep  | Mansfield – Newark-on-Trent  | etapa llana             | 164,7          | Fernando Gaviria     | Elia Viviani |
| 5.ª etapa | 7 de sep  | Tendring – Tendring          | contrarreloj individual | 16,2           | Lars Boom            | Lars Boom    |
| 6.ª etapa | 8 de sep  | Newmarket – Aldeburgh        | etapa llana             | 186,9          | Caleb Ewan           | Lars Boom    |
| 7.ª etapa | 9 de sep  | Hemel Hempstead – Cheltenham | etapa escarpada         | 185,1          | Dylan Groenewegen    | Lars Boom    |
| 8.ª etapa | 10 de sep | Worcester – Cardiff          | etapa escarpada         | 180,2          | Edvald Boasson Hagen | Lars Boom    |

## Clasificaciones finales
Las clasificaciones finalizaron de la siguiente forma:

### Clasificación general
| \| Clasificación general \| Clasificación general \| Clasificación general \| Clasificación general \| Clasificación general \| \| Ciclista \| Ciclista \| Equipo \| Tiempo \| \| \| --------------------- \| --------------------- \| --------------------- \| --------------------- \| --------------------- \| \| 1.º \| Lars Boom \| LottoNL-Jumbo \| 30 h 56 min 24 s \| \| \| 2.º \| Edvald Boasson Hagen \| Dimension Data \| + 8 s \| \| \| 3.º \| Stefan Küng \| BMC Racing Team \| + 10 s \| \| \| 4.º \| Victor Campenaerts \| LottoNL-Jumbo \| + 13 s \| \| \| 5.º \| Michał Kwiatkowski \| Team Sky \| + 18 s \| \| \| 6.º \| Jos van Emden \| LottoNL-Jumbo \| + 18 s \| \| \| 7.º \| Geraint Thomas \| Team Sky \| + 24 s \| \| \| 8.º \| Tony Martin \| Katusha-Alpecin \| + 25 s \| \| \| 9.º \| Owain Doull \| Team Sky \| + 33 s \| \| \| 10.º \| Ryan Mullen \| Cannondale-Drapac \| + 38 s \| \| |                      |                   |                  |
| |                      |                   |                  |
| Fuente: ProCyclingStats |                      |                   |                  |
| Clasificación general |                      |                   |                  |
| Ciclista | Ciclista             | Equipo            | Tiempo           |
| 1.º | Lars Boom            | LottoNL-Jumbo     | 30 h 56 min 24 s |
| 2.º | Edvald Boasson Hagen | Dimension Data    | + 8 s            |
| 3.º | Stefan Küng          | BMC Racing Team   | + 10 s           |
| 4.º | Victor Campenaerts   | LottoNL-Jumbo     | + 13 s           |
| 5.º | Michał Kwiatkowski   | Team Sky          | + 18 s           |
| 6.º | Jos van Emden        | LottoNL-Jumbo     | + 18 s           |
| 7.º | Geraint Thomas       | Team Sky          | + 24 s           |
| 8.º | Tony Martin          | Katusha-Alpecin   | + 25 s           |
| 9.º | Owain Doull          | Team Sky          | + 33 s           |
| 10.º | Ryan Mullen          | Cannondale-Drapac | + 38 s           |

### Clasificación por puntos
| Clasificación por puntos | Clasificación por puntos | Clasificación por puntos | Clasificación por puntos | Clasificación por puntos |
| Ciclista                 | Ciclista                 | Equipo                   | Puntos                   |                          |
| ------------------------ | ------------------------ | ------------------------ | ------------------------ | ------------------------ |
| 1.º                      | Alexander Kristoff       | Katusha-Alpecin          | 86 pts                   |                          |
| 2.º                      | Fernando Gaviria         | Quick-Step Floors        | 70 pts                   |                          |
| 3.º                      | Brenton Jones            | JLT Condor               | 59 pts                   |                          |
| 4.º                      | Elia Viviani             | Team Sky                 | 57 pts                   |                          |
| 5.º                      | Andrea Pasqualon         | Wanty-Groupe Gobert      | 56 pts                   |                          |
| 6.º                      | Edvald Boasson Hagen     | Dimension Data           | 51 pts                   |                          |
| 7.º                      | Floris Gerts             | BMC Racing Team          | 35 pts                   |                          |
| 8.º                      | Nikolas Maes             | Lotto-Soudal             | 32 pts                   |                          |
| 9.º                      | Daniele Bennati          | Movistar Team            | 27 pts                   |                          |
| 10.º                     | Maximiliano Richeze      | Quick-Step Floors        | 22 pts                   |                          |

### Clasificación de la montaña
| Clasificación de la montaña | Clasificación de la montaña | Clasificación de la montaña | Clasificación de la montaña | Clasificación de la montaña |
| Ciclista                    | Ciclista                    | Equipo                      | Puntos                      |                             |
| --------------------------- | --------------------------- | --------------------------- | --------------------------- | --------------------------- |
| 1.º                         | Łukasz Owsian               | CCC Sprandi Polkowice       | 36 pts                      |                             |
| 2.º                         | Jacob Scott                 | An Post-ChainReaction       | 34 pts                      |                             |
| 3.º                         | Laurens De Plus             | Quick-Step Floors           | 25 pts                      |                             |
| 4.º                         | Graham Briggs               | JLT Condor                  | 25 pts                      |                             |
| 5.º                         | Gorka Izagirre              | Movistar Team               | 15 pts                      |                             |
| 6.º                         | Ian Bibby                   | JLT Condor                  | 11 pts                      |                             |
| 7.º                         | Rory Townsend               | Bike Channel-Canyon         | 11 pts                      |                             |
| 8.º                         | Edvald Boasson Hagen        | Dimension Data              | 9 pts                       |                             |
| 9.º                         | Philippe Gilbert            | Quick-Step Floors           | 9 pts                       |                             |
| 10.º                        | Ben Hermans                 | BMC Racing Team             | 9 pts                       |                             |

### Clasificación de las metas volantes
| Clasificación de las metas volantes | Clasificación de las metas volantes | Clasificación de las metas volantes | Clasificación de las metas volantes | Clasificación de las metas volantes |
| Ciclista                            | Ciclista                            | Equipo                              | Puntos                              |                                     |
| ----------------------------------- | ----------------------------------- | ----------------------------------- | ----------------------------------- | ----------------------------------- |
| 1.º                                 | Mark McNally                        | Wanty-Groupe Gobert                 | 14 pts                              |                                     |
| 2.º                                 | Graham Briggs                       | JLT Condor                          | 15 pts                              |                                     |
| 3.º                                 | Edvald Boasson Hagen                | Dimension Data                      | 22 pts                              |                                     |
| 4.º                                 | Lars Boom                           | LottoNL-Jumbo                       | 11 pts                              |                                     |
| 5.º                                 | Harry Tanfield                      | Bike Channel-Canyon                 | 16 pts                              |                                     |
| 6.º                                 | Russell Downing                     | JLT Condor                          | 17 pts                              |                                     |
| 7.º                                 | Michał Kwiatkowski                  | Team Sky                            | 20 pts                              |                                     |
| 8.º                                 | Karol Domagalski                    | ONE Pro Cycling                     | 18 pts                              |                                     |
| 9.º                                 | Hayden McCormick                    | ONE Pro Cycling                     | 18 pts                              |                                     |
| 10.º                                | Silvan Dillier                      | BMC Racing Team                     | 16 pts                              |                                     |

### Clasificación por equipos
| Clasificación por equipos | Clasificación por equipos | Clasificación por equipos | Clasificación por equipos |
| Equipo                    | Equipo                    | Tiempo                    |                           |
| ------------------------- | ------------------------- | ------------------------- | ------------------------- |
| 1.º                       | Lotto NL-Jumbo            | 92 h 49 min 50 s          |                           |
| 2.º                       | Sky                       | + 24 s                    |                           |
| 3.º                       | BMC Racing Team           | + 1 min 35 s              |                           |
| 4.º                       | Katusha-Alpecin           | + 1 min 39 s              |                           |
| 5.º                       | Movistar Team             | + 2 min 07 s              |                           |
| 6.º                       | Quick-Step Floors         | + 3 min 31 s              |                           |
| 7.º                       | CCC Sprandi Polkowice     | + 5 min 38 s              |                           |
| 8.º                       | Wanty-Groupe Gobert       | + 8 min 49 s              |                           |
| 9.º                       | Orica-Scott               | + 24 min 24 s             |                           |
| 10.º                      | ONE Pro Cycling           | + 24 min 30 s             |                           |

## Evolución de las clasificaciones
| Etapa                   | Vencedor                | Clasificación general | Clasificación por puntos | Clasificación de la montaña | Clasificación de las metas volantes | Clasificación por equipos | Clasificación de la combatividad |
| ----------------------- | ----------------------- | --------------------- | ------------------------ | --------------------------- | ----------------------------------- | ------------------------- | -------------------------------- |
| 1.ª                     | Caleb Ewan              | Caleb Ewan            | Caleb Ewan               | Łukasz Owsian               | Karol Domagalski                    | Katusha-Alpecin           | Karol Domagalski                 |
| 2.ª                     | Elia Viviani            | Elia Viviani          | Elia Viviani             | Łukasz Owsian               | Karol Domagalski                    | Quick-Step Floors         | Matt Holmes                      |
| 3.ª                     | Caleb Ewan              | Caleb Ewan            | Caleb Ewan               | Graham Briggs               | Graham Briggs                       | Katusha-Alpecin           | Harry Tanfield                   |
| 4.ª                     | Fernando Gaviria        | Elia Viviani          | Elia Viviani             | Jacob Scott                 | Graham Briggs                       | Quick-Step Floors         | Alistair Slater                  |
| 5.ª                     | Lars Boom               | Lars Boom             | Elia Viviani             | Jacob Scott                 | Graham Briggs                       | LottoNL-Jumbo             | Lars Boom                        |
| 6.ª                     | Caleb Ewan              | Lars Boom             | Alexander Kristoff       | Jacob Scott                 | Graham Briggs                       | LottoNL-Jumbo             | James Shaw                       |
| 7.ª                     | Dylan Groenewegen       | Lars Boom             | Alexander Kristoff       | Jacob Scott                 | Mark McNally                        | LottoNL-Jumbo             | Russell Downing                  |
| 8.ª                     | Edvald Boasson Hagen    | Lars Boom             | Alexander Kristoff       | Łukasz Owsian               | Mark McNally                        | LottoNL-Jumbo             | Mark Stewart                     |
| Clasificaciones finales | Clasificaciones finales | Lars Boom             | Alexander Kristoff       | Łukasz Owsian               | Mark McNally                        | LottoNL-Jumbo             | Graham Briggs                    |

## UCI World Ranking
La Vuelta a Gran Bretaña otorgó puntos para el UCI Europe Tour 2017 y el UCI World Ranking, este último para corredores de los equipos en las categorías UCI WorldTeam, Profesional Continental y Continental. Las siguientes tablas muestran el baremo de puntuación y los 10 corredores que obtuvieron más puntos:
| Posición              | 1.º | 2.º | 3.º | 4.º | 5.º | 6.º | 7.º | 8.º | 9.º | 10.º | 11.º | 12.º | 13.º | 14.º | 15.º | 16.º-30.º | 31.º-40.º |
| Clasificación general | 200 | 150 | 125 | 100 | 85  | 70  | 60  | 50  | 40  | 35   | 30   | 25   | 20   | 15   | 10   | 5         | 3         |
| Por etapa             | 20  | 10  | 5   |     |     |     |     |     |     |      |      |      |      |      |      |           |           |
| Líder                 | 5   |     |     |     |     |     |     |     |     |      |      |      |      |      |      |           |           |

| Clasificación | Clasificación        | Clasificación     | Clasificación | Clasificación | Clasificación | Clasificación |
| Posición      | Ciclista             | Equipo            | General       | Etapa         | Líder         | Total         |
| ------------- | -------------------- | ----------------- | ------------- | ------------- | ------------- | ------------- |
| 1.º           | Lars Boom            | LottoNL-Jumbo     | 200           | 20            | 15            | 235           |
| 2.º           | Edvald Boasson Hagen | Dimension Data    | 150           | 40            | -             | 190           |
| 3.º           | Stefan Küng          | BMC Racing        | 125           | -             | -             | 125           |
| 4.º           | Victor Campenaerts   | LottoNL-Jumbo     | 100           | 10            | -             | 110           |
| 5.º           | Michał Kwiatkowski   | Sky               | 85            | -             | -             | 85            |
| 6.º           | Caleb Ewan           | Orica-Scott       | -             | 70            | 10            | 80            |
| 7.º           | Jos van Emden        | LottoNL-Jumbo     | 70            | -             | -             | 70            |
| 8.º           | Geraint Thomas       | Sky               | 60            | -             | -             | 60            |
| 9.º           | Tony Martin          | Katusha-Alpecin   | 50            | -             | -             | 50            |
| 10.º          | Elia Viviani         | Quick-Step Floors | -             | 35            | 10            | 45            |